# Ahvenjärven haka
Ahvenjärven haka este o arie protejată (arie specială de conservare — SAC, sit de importanță comunitară — SCI) din Finlanda întinsă pe o suprafață de 5 ha, integral pe uscat.

## Localizare
Centrul sitului Ahvenjärven haka este situat la coordonatele 61°32′42″N 26°26′38″E / 61.545°N 26.4439°E.

## Înființare
Situl Ahvenjärven haka a fost declarat sit de importanță comunitară în august 1998 pentru a proteja un număr necunoscut de specii din flora spontană și fauna sălbatică aflate în arealul zonei. Situl a fost protejat și ca arie specială de conservare în aprilie 2015.

## Biodiversitate
Situată în ecoregiunea boreală, aria protejată conține 1 habitat natural: Pășuni din zone de pădure fino-scandinave.
La baza desemnării sitului se află un număr nedeclarat de specii protejate.